# Tutti gli uomini di Smiley (miniserie televisiva)
Tutti gli uomini di Smiley (Smiley's People) è una miniserie televisiva britannica in 6 episodi trasmessi per la prima volta nel 1982. È tratta dal romanzo omonimo del 1979 di John le Carré. È il seguito di La talpa.
È una serie di spionaggio incentrata sulle vicende dell'ex spia britannica George Smiley (interpretato da Alec Guinness) che, richiamato dal pensionamento per occuparsi dell'omicidio di un ex-spia, alla fine riuscirà ad avere la meglio sul suo eterno nemico ed alter ego Karla. Il personaggio di Smiley tornerà poi in televisione nel film A Murder of Quality (1991) in cui è interpretato da Denholm Elliott.

## Trama
George Smiley, ex-spia britannica oramai in pensione, è richiamato a occuparsi della morte del generale in pensione Vladimir, un estone che molti anni prima era stato una "talpa" gestita da Smiley. È stato infatti ucciso mentre si stava recando ad un appuntamento fissato secondo le "regole di Mosca" con un giovane impiegato del Circus (il nome con cui ci si riferisce all'organizzazione spionistica britannica) cercando invano di contattare il suo antico confidente, l'unico in cui sembrava riporre fiducia. I dirigenti del Circus, ormai ridotto ad una dipendenza della CIA e fuori dai giochi, sono preoccupati di un possibile scandalo e vogliono che Smiley si assicuri che non trapeli alcun legame con il vecchio.
Smiley si trova così a dipanare un filo di Arianna che, tra i morti disseminati da Karla nel tentativo di cancellare le proprie tracce, lo conduce dritto al suo segreto più caro e compromettente: una figlia pazza ricoverata in una clinica svizzera usando le modalità e le risorse dei servizi segreti sovietici. Riuscirà così alla fine a convincerlo a tradire e a consegnarsi nelle sue mani. Sarà una vittoria amara, visto che per ottenerla farà leva sui sentimenti più intimi del suo nemico, strategia di cui era stato a suo tempo vittima ad opera dello stesso Karla.

## Personaggi e interpreti
- George Smiley (6 episodi, 1982), interpretato da Alec Guinness.
- Madame Ostrakova (4 episodi, 1982), interpretata da Eileen Atkins.
- Lauder Strickland (4 episodi, 1982), interpretato da Bill Paterson.
- Otto Leipzig (4 episodi, 1982), interpretato da Vladek Sheybal.
- Ferguson (4 episodi, 1982), interpretato da Andy Bradford.
- Toby Esterhase (3 episodi, 1982), interpretato da Bernard Hepton.
- Peter Guillam (3 episodi, 1982), interpretato da Michael Byrne.
- Oliver Lacon (3 episodi, 1982), interpretato da Anthony Bate.
- Alexandra Ostrakova (3 episodi, 1982), interpretata da Tusse Silberg.
- Madame La Pierre (3 episodi, 1982), interpretata da Germaine Delbat.
- Claus Kretzschmar (2 episodi, 1982), interpretato da Mario Adorf.
- Il Generale (2 episodi, 1982), interpretato da Curd Jürgens.
- Anton Grigoriev (2 episodi, 1982), interpretato da Michael Lonsdale.
- Saul Enderby (2 episodi, 1982), interpretato da Barry Foster.
- Mikhel (2 episodi, 1982), interpretato da Michael Gough.
- Madre Felicity (2 episodi, 1982), interpretata da Rosalie Crutchley.
- Elvira (2 episodi, 1982), interpretata da Ingrid Pitt.
- Oleg Kirov (2 episodi, 1982), interpretato da Dudley Sutton.
- Villem Craven (2 episodi, 1982), interpretato da Paul Herzberg.
- Molly Meakin (2 episodi, 1982), interpretata da Lucy Fleming.
- Millie McCraig (2 episodi, 1982), interpretata da Julia McCarthy.
- Sorella Beatitude (2 episodi, 1982), interpretata da Lucinda Curtis.
- Sergei (2 episodi, 1982), interpretato da Jacques Maury.
- Mr. Lamb (2 episodi, 1982), interpretato da Okon Jones.
- Litzi Meinertzhagen (2 episodi, 1982), interpretata da Marion Garai.
- Dolly Meinertzhagen (2 episodi, 1982), interpretata da Margrit Knecht.
- Stella Craven (2 episodi, 1982), interpretata da Maureen Lipman.
- Mr. Brownlow (1 episodio, 1982), interpretato da Alan Rickman. [1]
- Connie Sachs (1 episodio, 1982), interpretato da Beryl Reid.
- Karla (1 episodio, 1982), interpretato da Patrick Stewart.

## Produzione
La serie fu prodotta da British Broadcasting Corporation e Paramount Pictures e girata in Inghilterra, in Svizzera e in Germania Ovest. Le musiche furono composte da Patrick Gowers. Il regista della serie è Simon Langton.

## Distribuzione
La serie fu trasmessa nel Regno Unito dal 20 settembre 1982 al 27 ottobre 1982 sulla rete televisiva BBC. In Italia è stata trasmessa con il titolo Tutti gli uomini di Smiley.
Alcune delle uscite internazionali sono state:
- nel Regno Unito il 20 settembre 1982 (Smiley's People)
- negli Stati Uniti il 25 ottobre 1982
- in Svezia il 28 dicembre 1983 (Vinnare och förlorare)
- in Germania Ovest (Agent in eigener Sache)
- in Francia (La taupe)
- in Spagna (Los hombres de Smiley)
- in Ungheria (Smiley népe)
- in Italia (Tutti gli uomini di Smiley)

## Episodi
| Stagione       | Episodi | Prima TV UK |
| -------------- | ------- | ----------- |
| Prima stagione | 6       | 1982        |